# Caspar Maximilian Droste zu Vischering-Padberg
Caspar Maximilian Droste zu Vischering-Padberg (Münster, 7 maggio 1808 – Coburgo, 27 maggio 1887) è stato un politico tedesco.

## Biografia
Apparteneva ad una famiglia nobile della Renania: suo zio, Clemens August Droste zu Vischering era stato arcivescovo di Colonia, mentre suo padre Maximilian Droste zu Vischering-Padberg era stato un importante diplomatico prussiano.
Droste zu Vischering-Padberg studiò al Gynnasium Petrinum a Brilon, proprietà della sua famiglia e collegio gestito da ecclesiastici, dove il giovane aristocratico ebbe un'impronta clericale e conservatrice che avrebbe segnato molto le sue future scelte politiche; successivamente servì come tenente in un reggimento di ussari prussiani della Vestfalia. Con questo grado partecipò alle controrivoluzioni del 1848, partecipando attivamente al bombardamento di Magonza ribelle e alla repressione in Baden, giungendo al grado di maggiore.
Dopo essere stato governatore militare di Regierung in Arnsberg, decise di mettersi in politica al fianco dei conservatori, e fu appunto uno dei fondatori del Partito Conservatore Tedesco; sindaco di Francoforte sul Meno e poi di Hannover, fu paladino dell'indipendenza federale degli stati tedeschi dalla Prussia: si oppose all'Unione Federale della Germania del Nord e alle guerre contro l'Austria; dopo aver votato contro la formazione dell'Impero tedesco, fu deputato alla Camera dei Signori di Prussia e fu uno degli spiriti dell'opposizione all'industrializzazione forzata di Otto von Bismarck e del Kulturkampf e poi delle varie iniziative più o meno innovatrici dei successori di Bismarck.

## Decorazioni
- Ordine reale Guelfo
- Ordine di San Gregorio Magno